# Yves Guyot
Yves Guyot (6 de septiembre de 1843 - 22 de febrero de 1928) fue un economista, periodista y político francés nacido en Dinan, en el departamento de Côtes-d'Armor.
Al terminar los estudios de periodismo en Rennes, fue a París en 1867. Durante un corto período de tiempo, fue editor en jefe del periódico L'Independiente du midi de Nimes, pero se unió al equipo de Le Rappel y posteriormente trabajó para otras revistas.
Tomó parte activa en la vida municipal, librando una gran campaña en contra de la prefectura de policía, hecho que le costó seis meses de prisión. Ingresó en la cámara de diputados en 1885 como representante del I Distrito de París y fue ponente general en 1888. Fue nombrado ministro de Obras Públicas bajo el mandato del primer ministro Pierre Tirard en 1889, mantenimiento la cartera en el gabinete de Charles de Freycinet hasta 1892. Ese mismo año, empezó a desempeñarse como director del periódico Le Siècle.
A pesar de su marcado punto de vista liberal, perdió su escaño en las elecciones de 1893 debido a su actitud militante contra el socialismo.

## Obras destacadas
- 1859, Trois ans au ministère des Travaux publics, expériences et conclusions.
- 1867, L'Inventeur.
- 1872, 'Histoire des prolétaires depuis les temps les plus reculés jusqu'à nos jours junto con Sigismond Lacroix.
- 1872, Nos préjugés politiques.
- 1874, Les Lieux communs, précédés de l'histoire d'un petit chapitre, d'un petit journal et d'un grand général.
- 1975, Le Manuel du parfait bonapartiste.
- 1881, Dialogue entre John Bull et George Dandin sur le traité de commerce franco-anglais.
- 1881, La Science économique.
- 1882, La Prostitution.
- 1882, La Famille Pichot : scènes de l'enfer social.
- 1883, La Morale: la morale théologique, la morale métaphysique, variations de l'idéal moral.
- 1883, L'Organisation municipale de Paris et de Londres, présent et avenir.
- 1884, Un fou.
- 1885, Un drôle.
- 1885, Lettres sur la politique coloniale.
- 1888, Le Boulangisme.
- 1893, La Tyrannie socialiste
- 1894, Les Principes de 89 et le socialisme.
- 1896, L'Économie de l'effort.
- 1896, Les Tribulations de M. Faubert. L'Impôt sur le revenu.
- 1897, La Comédie socialiste.
- 1897, L'Organisation de la liberté.
- 1897, Voyages et découvertes de M. Faubert.
- 1897, L'Œuvre de M. Jules Cambon. La politique radicale-socialiste en Algérie.
- 1898, La Révision du procès Dreyfus, faits et documents juridiques.
- 1898, L'Innocent et le traître, Dreyfus et Esterhazy, le devoir du garde des sceaux.
- 1898 - 1901, Dictionnaire du commerce, de l'industrie et de la banque, volumen 2.
- 1899, Affaire Dreyfus, analyse de l'enquête.
- 1899, L'Évolution politique et sociale de l'Espagne.
- 1899, Les Raisons de Basil.
- 1900, La Politique boer, faits et documents en réponse au Dr Kuyper.
- 1901, La Question des sucres en 1901.
- 1903, Les Conflits du travail et leur solution
- 1903, Le Repêchage des cinq cent millions à l'eau, le programme Baudin au Sénat.
- 1903, Le Trust du pétrole aux États-Unis.
- 1905, La Comédie protectionniste.
- 1907, La Démocratie individualiste.
- 1908, La Crise américaine : ses effets et ses causes.
- 1908, La Crise des transports : illusions et réalités.
- 1908, Sophismes socialistes et faits économiques.
- 1909, Le Commerce et les Commerçants.
- 1911, Les Chemins de fer et la grève..
- 1913, L'A B C du libre-échange.
- 1913, La Gestion par l'État et les municipalités.
- 1915, La Province rhénane et la Westphalie, étude économique.
- 1916, Les Causes et les Conséquences de la guerre.
- 1917, La Question de l'alcool : allégations et réalités.
- 1918, Les Garanties de la paix, volumen 2.
- 1923, Inflation et Déflation, junto a Arthur Raffalovich.
- 1923, Les Problèmes de la déflation.
- 1924, Politique parlementaire et politique atavique.